# Кальдадарнес (военная база)
База Королевских ВВС Кальдадарнес (англ. Royal Air Force Station Kaldadarnes, сокр. RAF Kaldadarnes) — бывшая военная база Королевских ВВС Великобритании в Исландии, в небольшом старинном поселении Кальдадарнес, недалеко от города Сельфосс. Станция была построена в 1940 году британской армией и использовалась Королевскими военно-воздушными силами практически до конца Второй мировой войны.

## История

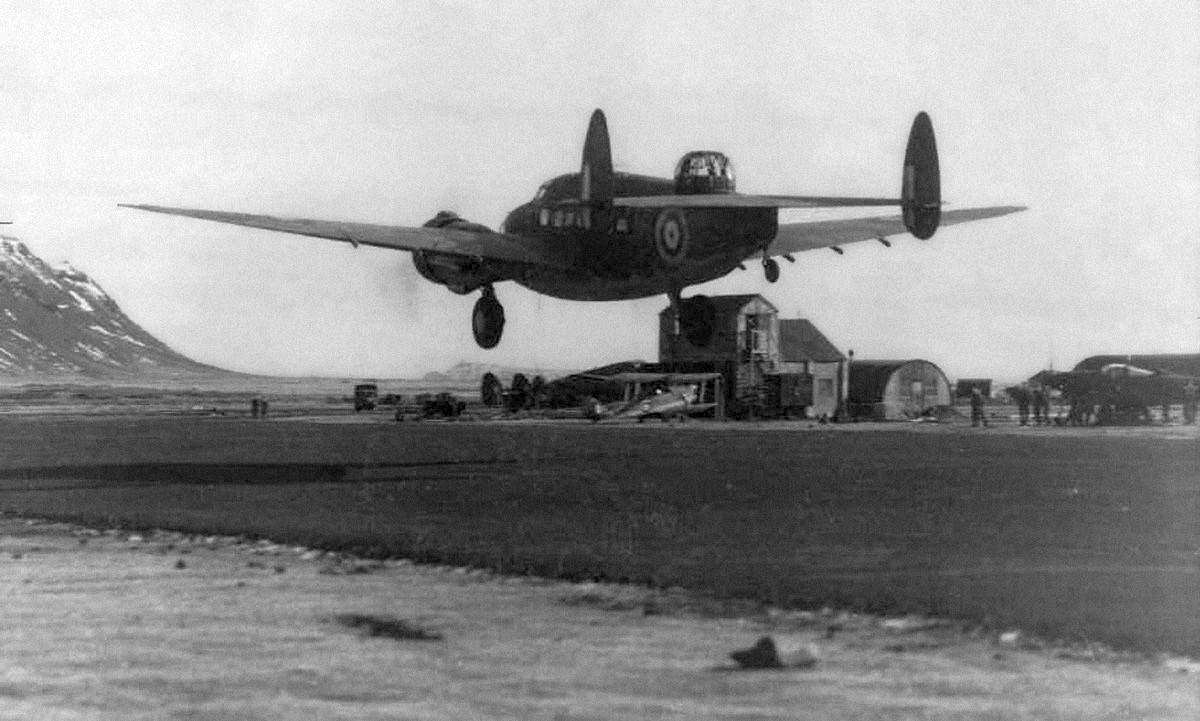
База Королевских ВВС Кальдадарнес в 1942

Британская армия построила в Кальдадарнесе военную базу с аэродромом и большим госпиталем в начале Второй мировой войны в 1940 году. Через реку Эльвюсау построили пешеходный мост и проложили нефтепровод. В марте 1941 года база начала активно использоваться британскими военно-воздушными силами.
Британский военный художник Эрик Равилиус погиб после вылета из Кальдадарнеса 2 сентября 1942 года.
На горе Фаградалсфьядль, после неудачной попытки приземлиться на аэродроме Кальдадарнеса, 3 мая 1943 года потерпел крушение самолет «Hot Stuff» (Consolidated B-24 Liberator, 41-23728) 8-й воздушной армии ВВС Великобритании. В авиакатастрофе погибли четырнадцать человек, в том числе Фрэнк М. Эндрюс — командующий вооруженными силами США на Европейском театре военных действий, вместе с другими высокопоставленными офицерами США и Великобритании.
В результате наводнения на Эльвюсау 6 марта 1943 года военная база была частично разрушена. В мае базу, в том числе госпиталь, закрыли, а часть ангаров, технику и персонал перевели на военную базу в Кеблавик. Аэродром же продолжал работать до конца войны.
После прекращения активных боевых действий летом 1944 года малый ангар был разобран и перенесен в аэропорт Рейкьявика, а оставшиеся бетонные и деревянные здания снесли. Взлетно-посадочную полосу британское правительство передало Исландскому управлению гражданской авиации и её использование исландской авиацией продолжалось несколько первых послевоенных лет, но к середине 60-х аэродром был окончательно заброшен. В начале XXI века руины аэропорта с тремя обветшавшими взлетно-посадочными полосами, контурами некоторых зданий и рулёжных дорожек всё ещё видны на спутниковых снимках.

## Эскадрильи
| Эскадрилья | Самолеты                             | Прибыла        | Отбыла            | Из → В                   | Примечания                                         |
| ---------- | ------------------------------------ | -------------- | ----------------- | ------------------------ | -------------------------------------------------- |
| 48         | Lockheed Hudson V & III              | 6 January 1942 | 23 September 1942 | RAF Wick → RAF Sumburgh  | Только временный отряд.                            |
| 98         | Fairey Battle V Hawker Hurricane I   | 31 July 1940   | 15 July 1941      | RAF Gatwick → DB         | Последний вылет эскадрильи перед расформированием. |
| 269        | Avro Anson I Lockheed Hudson I & III | April 1940     | 6 March 1943      | RAF Wick → RAF Reykjavik | Изначально отряд до смены дислокации эскадрильи.   |

В 1999 году в аэропорту Сельфосса был установлен памятник присутствию британских ВВС в Кальдадарнесе — Мемориал посвященный 269-й эскадрилье Королевских ВВС.